# Soldanella chrysosticta
Soldanella chrysosticta är en viveväxtart. Soldanella chrysosticta ingår i släktet alpklockor, och familjen viveväxter.

## Underarter
Arten delas in i följande underarter:
- S. c. chrysosticta
- S. c. pelia